# Феклабрук
Феклабрук град је у Аустрији, смештен у северозападном делу државе. Значајан је град у покрајини Горња Аустрија, где је седиште истоименог округа Феклабрук.

## Природне одлике
Феклабрук се налази у северозападном делу Аустрије, 260 км западно од Беча. Главни град покрајине Горње Аустрије, Линц, налази се 70 km северозападно од града.
Град Феклабрук се сместио на реци Траун. Јужно од града издижу се Алпи под шумама. Надморска висина града је око 430 m, а градска околина је бреговита.

## Становништво
| 1971.  | 1981.  | 1991.  | 2001.  | 2011.  |
| ------ | ------ | ------ | ------ | ------ |
| 10.732 | 11.019 | 11.239 | 11.697 | 11.931 |

Данас је Феклабрук град са око 12.000 становника. Последњих деценија број становника у граду се повећава.

## Галерија
- Старо градско језгро
- Градски торањ
- Градска кућа Феклабрука
- Градска римокатоличка црква